# La Raie (Ensor)
La Raie est une peinture du peintre belge James Ensor, réalisée en 1892 et conservée aux Musées royaux des beaux-arts de Belgique.

## Interprétation
La chair rose de la raie et l'aspect nacré du coquillage donnent au tableau une signification érotique[réf. nécessaire].